# Иван Голль
Иван Голль (нем. Yvan Goll, Iwan Goll, Ivan Goll, настоящее имя Исаак Ланг; 29 марта 1891, Сен-Дье-де-Вож — 27 февраля 1950, Париж) — немецко-французский поэт, один из представителей экспрессионизма.

## Биография
Иван Голль родился в 1891 году в Сен-Дье-де-Вож (Лотарингия) в семье еврейского торговца одеждой. В то время этот город входил в состав Германской империи, присоединившей эти земли в результате франко-прусской войны, однако его жители по большей части всё ещё считали себя французами. Изучал правоведение в Страсбургском университете, и в 1912 году получил степень доктора философии. 
Будучи пацифистом, в начале Первой мировой войны Голль эмигрировал в Швейцарию. Там он жил в Цюрихе, Лозанне и Асконе. По окончании войны Голль переехал в Париж. 
Вторую мировую войну он провёл в эмиграции в США, лишь в 1947 году вернувшись во Францию. Голль так до конца жизни и не смог ответить себе на вопрос, к какой стране он принадлежит. О себе он говорил так: 
«По судьбе — еврей, по случайности — француз, по бумажке с печатью — немец».

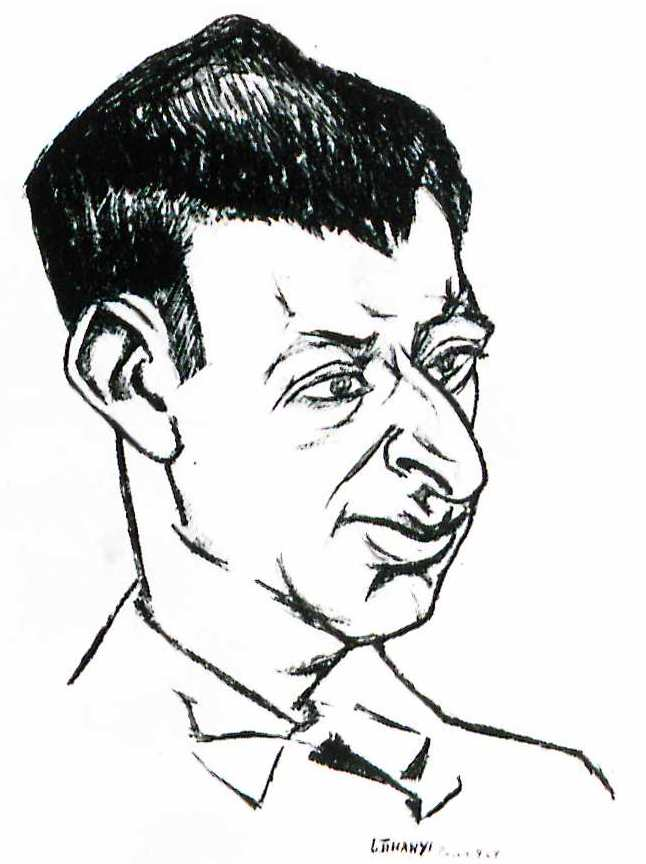
Лайош Тихань. Зарисовка Голля

Произведения Голля сыграли значительную роль в истории экспрессионизма. Он писал на трёх языках (немецком, французском и английском).

## Творчество
Как лирик Иван Голль принадлежит всё-таки к немецкому экспрессионизму. В нём он был своеобразным проводником идей французского сюрреализма. В 1919 году в знаменитую антологию «Сумерки человечества» была включена его поэма «Панамский канал» (нем. «Panamakanal»). В 1924 году в Берлине вышла в свет его сатирическая драма «Мафусаил или вечный обыватель» (нем. «Methusalem oder Der ewige Bürger»). В ней появились элементы театра абсурда.
Одно из главных его произведений — цикл стихов «Иоанн Безземельный» (нем. «Johann Ohneland», фр. «Jean sans terre»). В нём проглядывают автобиографические элементы, хотя посвящён он теме бездомности человека вообще.